# 내시
내시(內侍) 또는 내관(內官)은 고려 때와 조선 때 궁궐 안에서의 잡무를 보는 관직 또는 임금을 옆에서 모시는 중요한 관직이다.

## 삼국시대의 내시
한국에서의 내시에 대한 최초 기록은 삼국사기(三國史記) 신라본기에 나오는 ‘흥덕왕 원년(826) 환수(宦竪)’라는 것으로 확인된다. 백제 때 내관(內官)으로서 궁중의 제반 업무를 관장하는 관부와 관직을 일컫는 말이 있었다.

## 고려의 내시
고려의 내시는 내료(內僚)라고 불렀으며 내료는 액정국(掖庭局)에 소속되었다. 다른 나라와 달리 거세할 필요가 없었다.
처음에는 세도가의 자제출신인 근시문무관들이 소속된 내시원(內侍院)이 정무와 관련된 일을 했으나, 대령후 사건 이후 원나라의 내정 간섭을 거치면서 액정국 내료인 환관이 맡게 되었다. 이 영향으로 조선건국 후 액정국이 내시부(內侍府)로 바뀌었다. 이후 세종27년(1466) 왕의 근시문무관이 소속 된 내시원이 내직원으로 바뀌게 된 계기가 되었다.
| “ | "의정부에서 이조의 정문에 의거에 아뢰기를 내시원은 내시부와 이름이 같습니다. 청하건데 내시원을 내직원으로 고치고자 합니다."하니 그대로 따랐다. 議政府據吏曹呈啓 內侍院與內侍府 名號相同 請改內侍院爲內直院 從之 | ” |
|   | — 세종실록 권제108,10장 뒤쪽, 세종27년 4월27일(경오) |   |

## 조선의 내시
궁궐 내의 여인들을 넘보지 않도록 내시가 되기 위해서는 성기를 제거해야 했다(→환관). 조선 시대의 내시부(內侍府)에는 140명의 내시가 있었는데, 이들은 궁중내 살림을 맡아보았으며 최고위직인 상선, 즉 판내시부사의 경우 임금을 옆에서 모시는 중요한 일을 하였다. 또한 결혼을 하거나 양자를 두어 대를 이을 수 있었고, 족보도 만들었다. 한국방송공사 역사 다큐멘터리 《한국사 전》왕의 남자, 내시 김처선 편(2007년 9월 22일)에 의하면 내시들은 시험을 주기적으로 보았으므로 실력을 갖추어야 했다.
조선은 중국과 달리 환관들이 결혼하고 입양을 통해 아이를 두는 등 가정을 이룰수 있도록 허가하고 있었다.
이러한 정책은 환관들이 부와 권력대신에 가정에 몰두할 수 있게 해서 환관이 권력화되는 폐단을 어느 정도 줄일수 있었고, 또 환관들도 지킬 가정이 있으니 스스로 행동을 조심하게 되었다.
또한 조선의 환관은 음경까지 절단하는게 아니라 고환을 제거해서 생식능력만 없애는 것이였다. 그래서 성생활 자체는 가능했다고 한다.
갑신정변때 폐지되었으나, 3일만에 끝나 다시 부활되었다가 갑오개혁 때 폐지되었다.

### 내시가 되는 방법
내시는 상민 중에서 선발하며 지원자 중에서 선발하도록 되어 있다. 내시가 되기 위해서 거세를 하는 곳에서 내시가 될 것이냐고 3회 질문을 하게 되는데 그 때마다 자신있게 "내시가 되겠습니다."라고 말해야 거세를 해준다. 만약 일말의 망설임을 보인다면 거세를 해주지 않는다.
중국의 경우 고환과 음경으로 성기 전체를 제거하지만 조선은 고환만을 제거했다고 한다. 조선왕조실록에도 내시의 생식불가여부를 검사할 때 고환 유무로 판별했다는 기록이 있다. 그리고 입궁할 때 항아리를 가져가는데, 항아리에는 자신의 이름을 붙이고 그 속에 자신의 고환을 보관하며 이 항아리는 내시감에게 보관한다. 내시가 죽을 경우 해당 내시의 항아리에서 고환을 꺼내 봉합한 후 장례를 치르게 되어 있다.

## 같이 보기
- 환관
- 궁녀